# Gröben (Ludwigsfelde)
Gröben is een plaats en voormalige gemeente in de Duitse deelstaat Brandenburg en maakt deel uit van de gemeente Ludwigsfelde in het district Teltow-Fläming.
Gröben had in 2023 349 inwoners. 
Het dorp ligt 7 km ten zuidwesten van de stad Ludwigsfelde, in een mooie, bosrijke omgeving, waar het goed wandelen is.

## Geschiedenis
Gröben is een in de middeleeuwen ontstaan dorp.
Het kasteel en de heerlijkheid Groeben werden gesticht door het vooral in de 14e eeuw  invloedrijke adellijke geslacht van die naam.
Van 1416 tot 1859 was een andere adellijke familie, Von Schlabrendorf, heer te Gröben. Eén telg uit dit geslacht,  Ernst Wilhelm von Schlabrendorf (1719-1769), bracht het in Pruisen tot minister.
Bijzonder, en bijna uniek in Duitsland is, dat de kerkelijke registers, vastgelegd  in het  Kirchenbuch, over een zeer lange periode, 1575-1785, bewaard gebleven zijn.
Bij kastelen van enige betekenis in het noordoosten van Duitsland ontstond vaak een aparte nederzetting voor dienstpersoneel. Zo'n buurtje, vaak in de vorm van een klein straatdorp zonder eigen kerkgebouw,  wordt in de dialecten van de regio een Kiez of Kietz genoemd. Ook Gröben heeft nog zo'n  Kietz, in dit geval was dit tot en met de 19e eeuw een groep vissershuisjes.
Het kasteel heeft in de 18e of 19e eeuw plaats moeten maken voor een groot landhuis.  Hier is in de 21e eeuw een architectenbureau in gevestigd. 
De na brand herbouwde dorpskerk, een ontwerp uit 1909 van Franz Schwechten, ook bekend van de Kaiser-Wilhelm-Gedächtniskirche en een monumentaal  stationsgebouw, Anhalter Bahnhof,  te Berlijn, geldt als geslaagd voorbeeld van de neoromaanse architectuur.
De toenmalige zelfstandige gemeente werd op 31-12-2007 geannexeerd door de stad Ludwigsfelde.

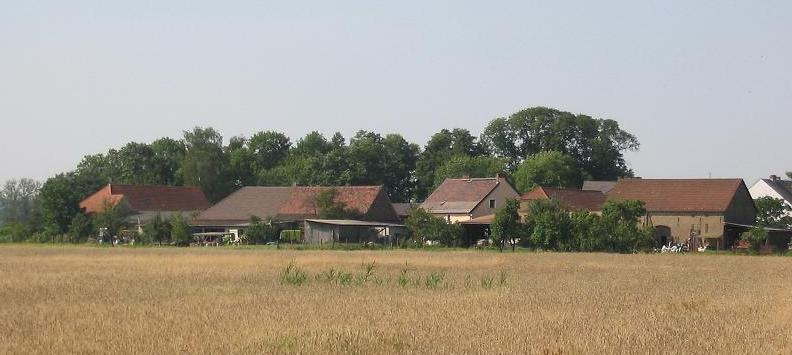
Het buurtje Kietz te Gröben
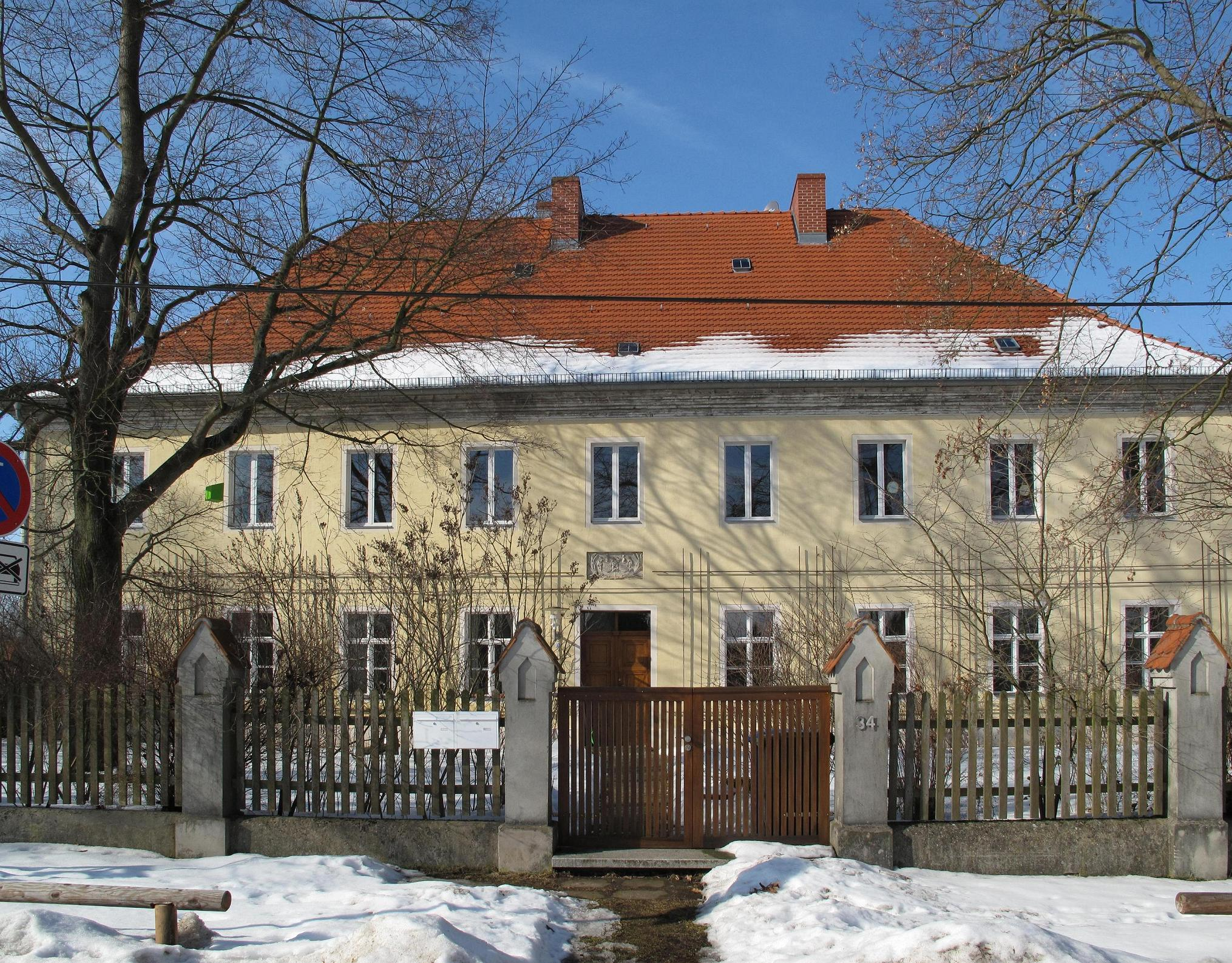
Landhuis te Gröben
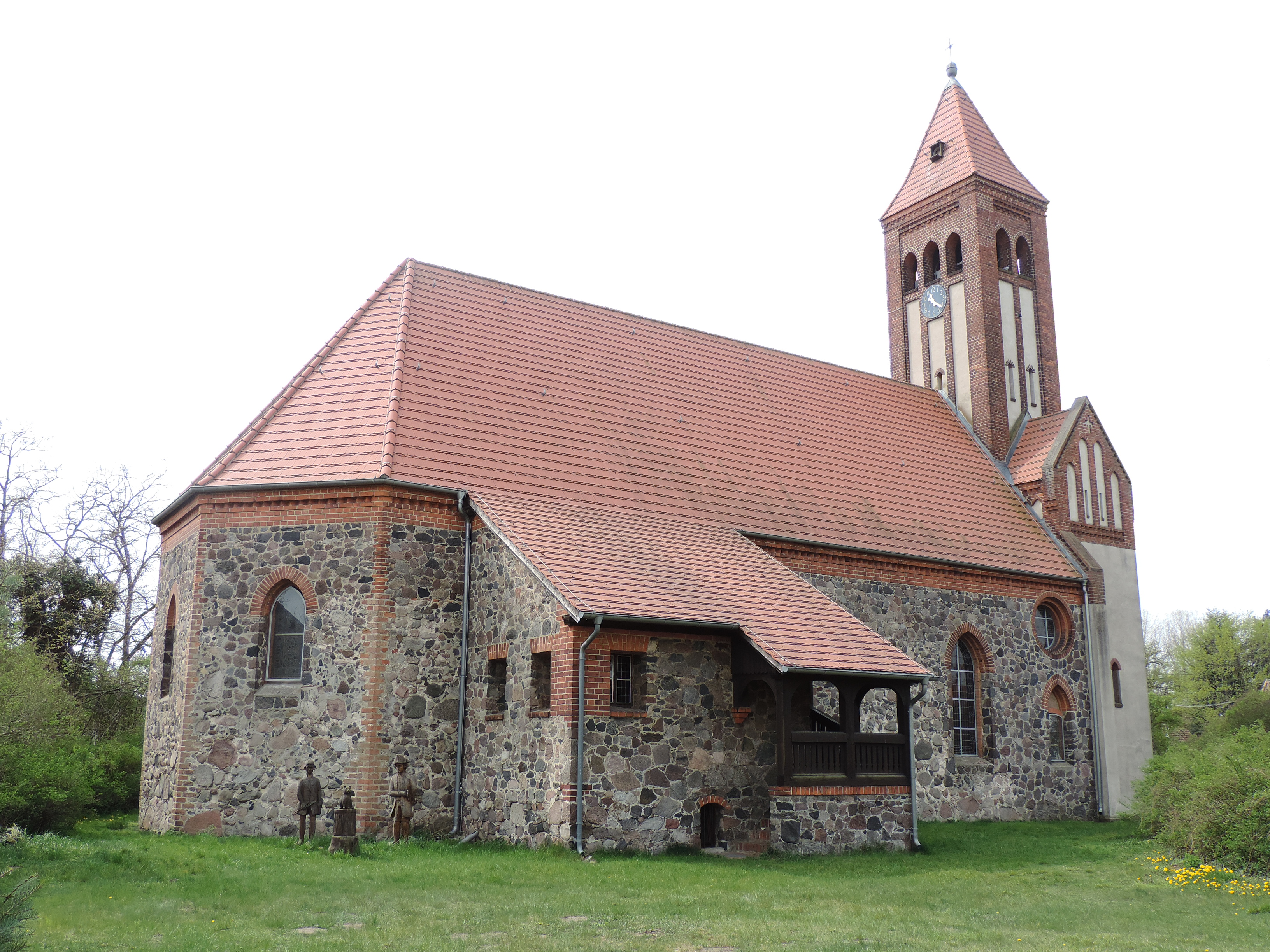
Kerk te Gröben
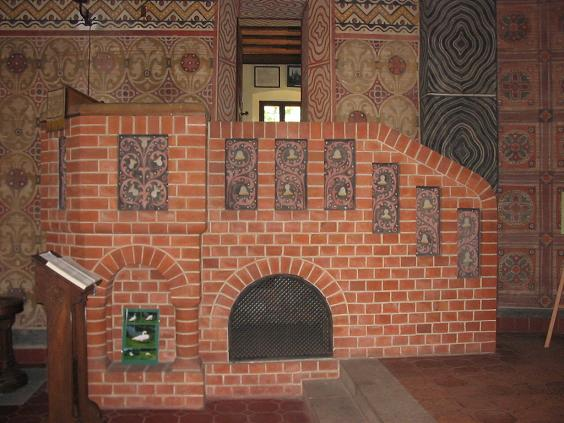
Kerk te Gröben, kansel
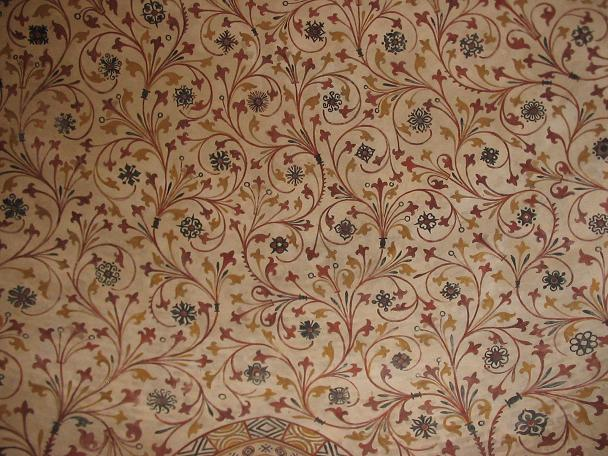
Plafond in deze kerk
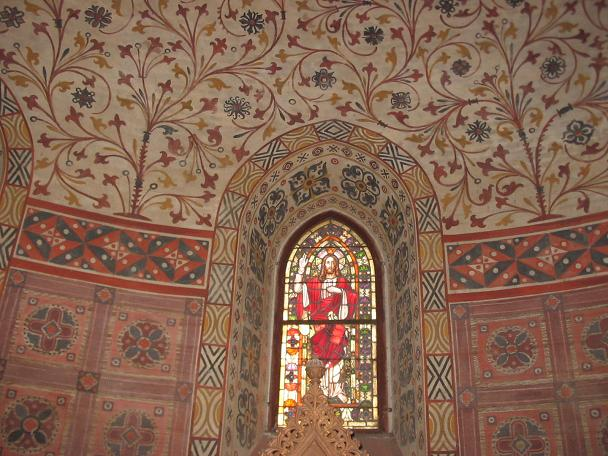
Koor met opstandingsvenster
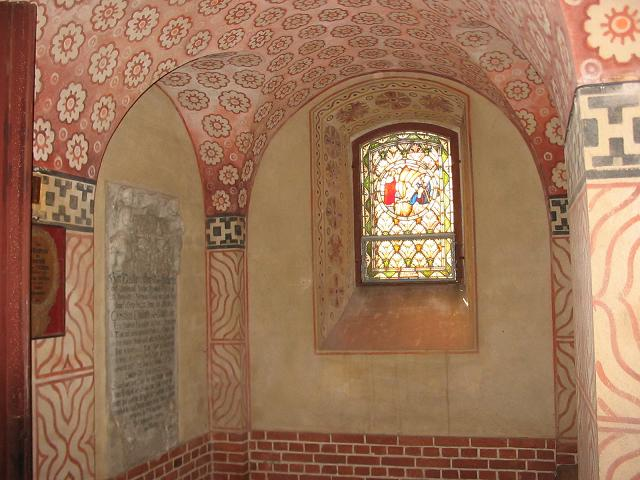
Voorportaal met glas-in-loodraam  De vissers van de Kietz en grafplaat Gustav Albrecht von Schlabrendorf